# 拟爱神木
拟爱神木（英語：Jabuticaba，舊學名：Myrciaria cauliflora）为热带、亚热带水果，原產地為南美洲巴西米納斯吉拉斯。抗蟲害和適應環境力強，其果實也叫木葡萄、樹葡萄，成熟的外表为紫色，果肉呈白色略透明狀，內有種籽一粒，不堅硬，容易咬碎。果肉味道清甜、果皮味酸。可以連籽一同食用。其含有较丰富的维生素C等营养物质及磷、镁等微量元素。
種植後，約七年成樹，十年開花、結果，樹高可逾10米。

## 與葡萄比較
樹葡萄和葡萄在分類學上關係薄弱，分別屬於薔薇類植物下的不同目，和樹葡萄同樣屬於桃金孃科的番石榴和蓮霧反倒比較接近。葡萄是藤蔓，果實較小且成串，而樹葡萄是常綠灌木，果實較大，從枝幹上獨立生長出來。

## 圖集

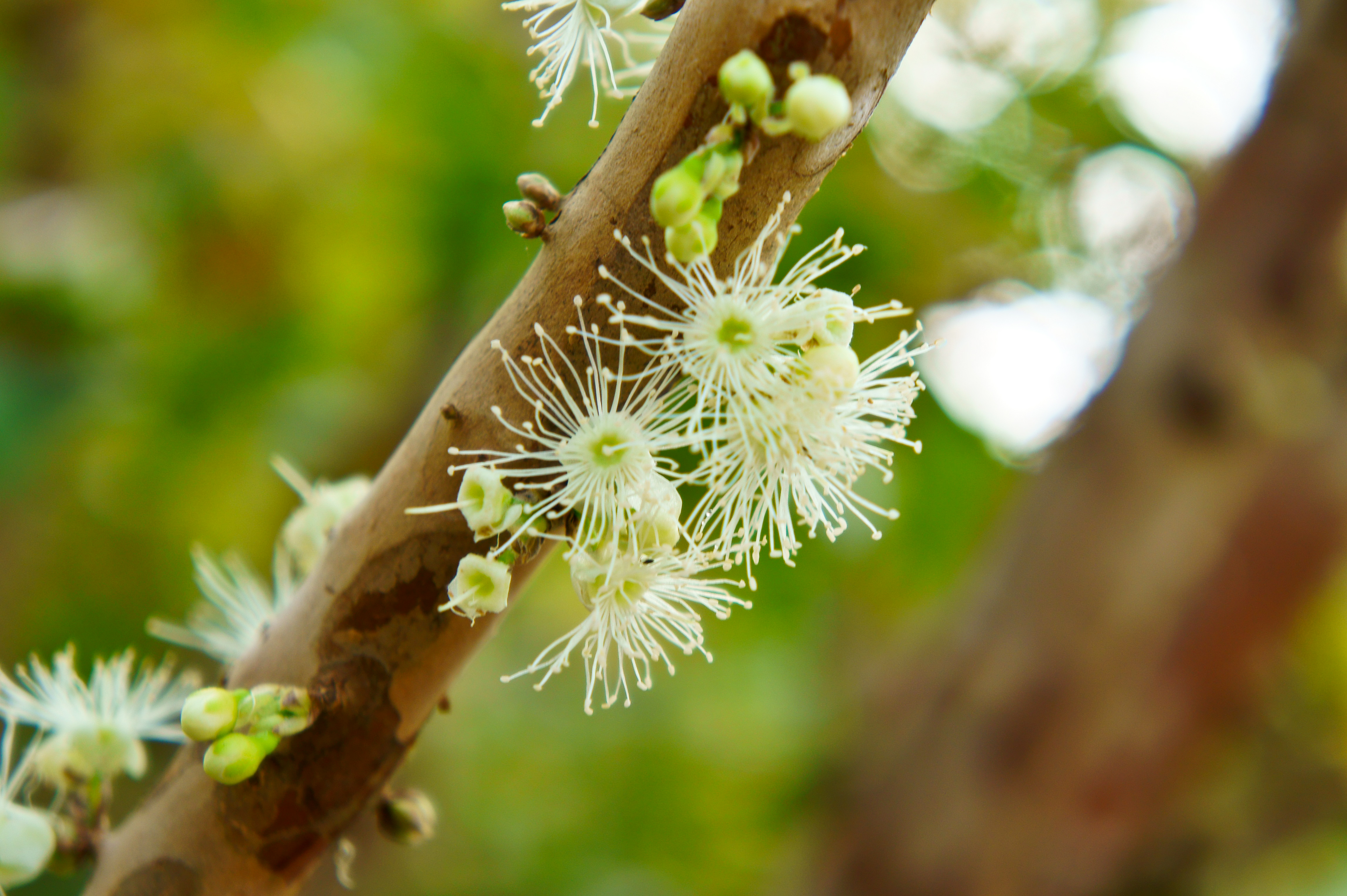
拟爱神木的花
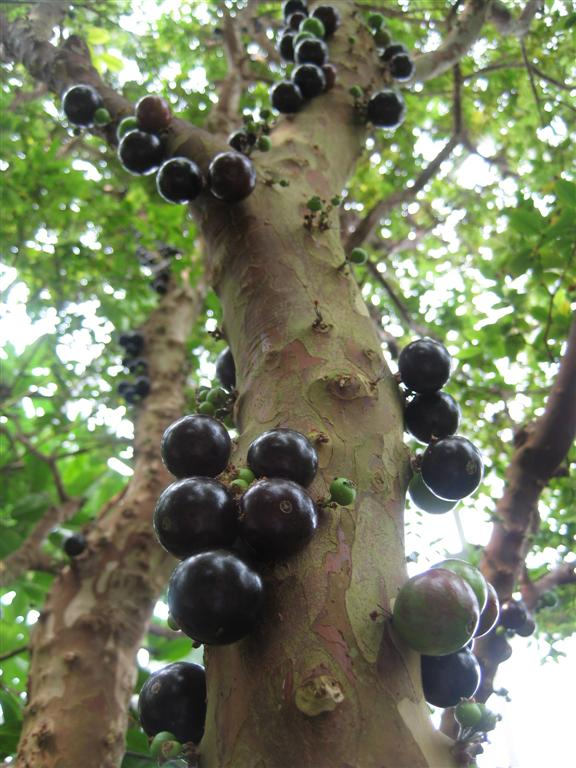
結滿果實的嘉寶果
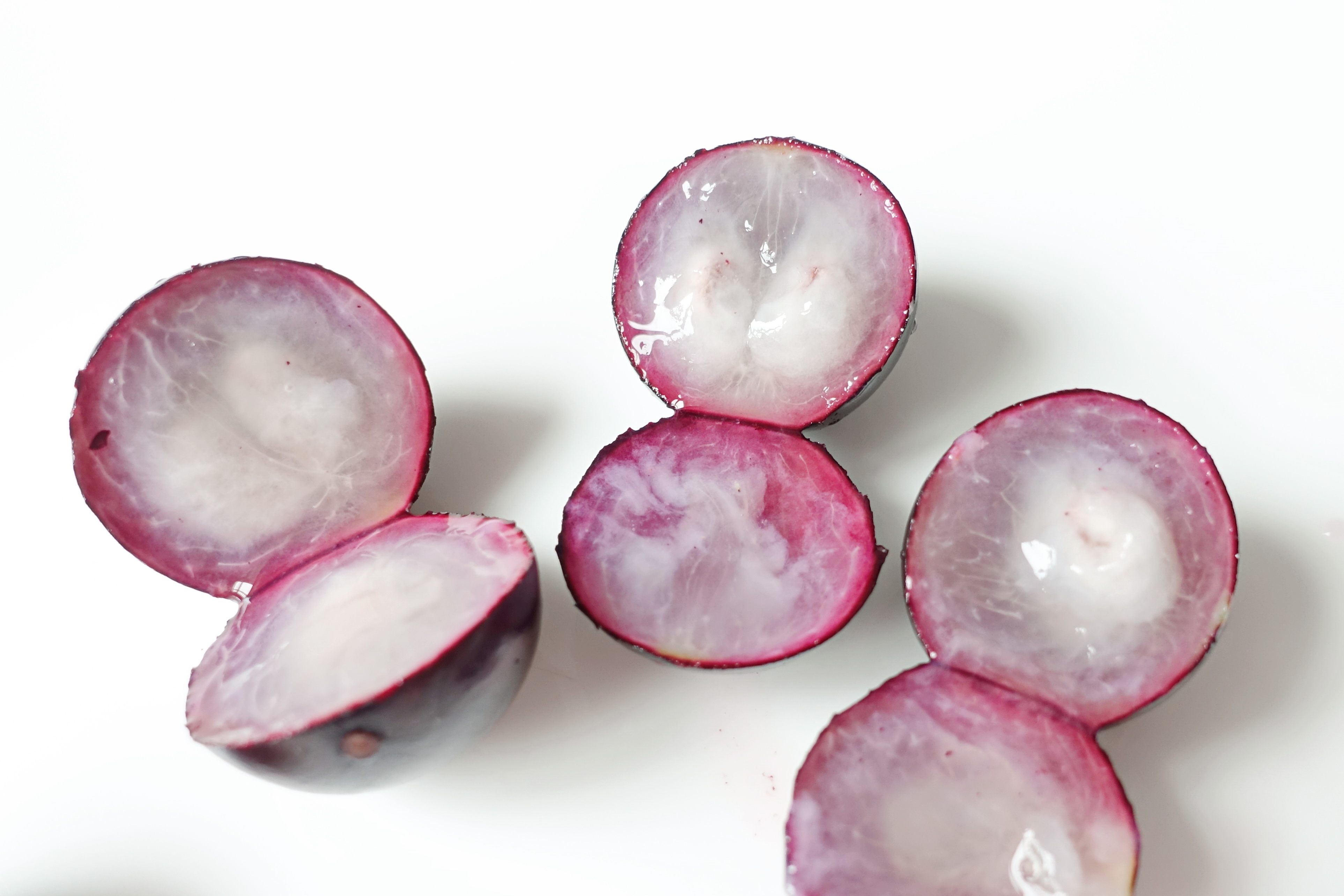
切半的嘉寶果
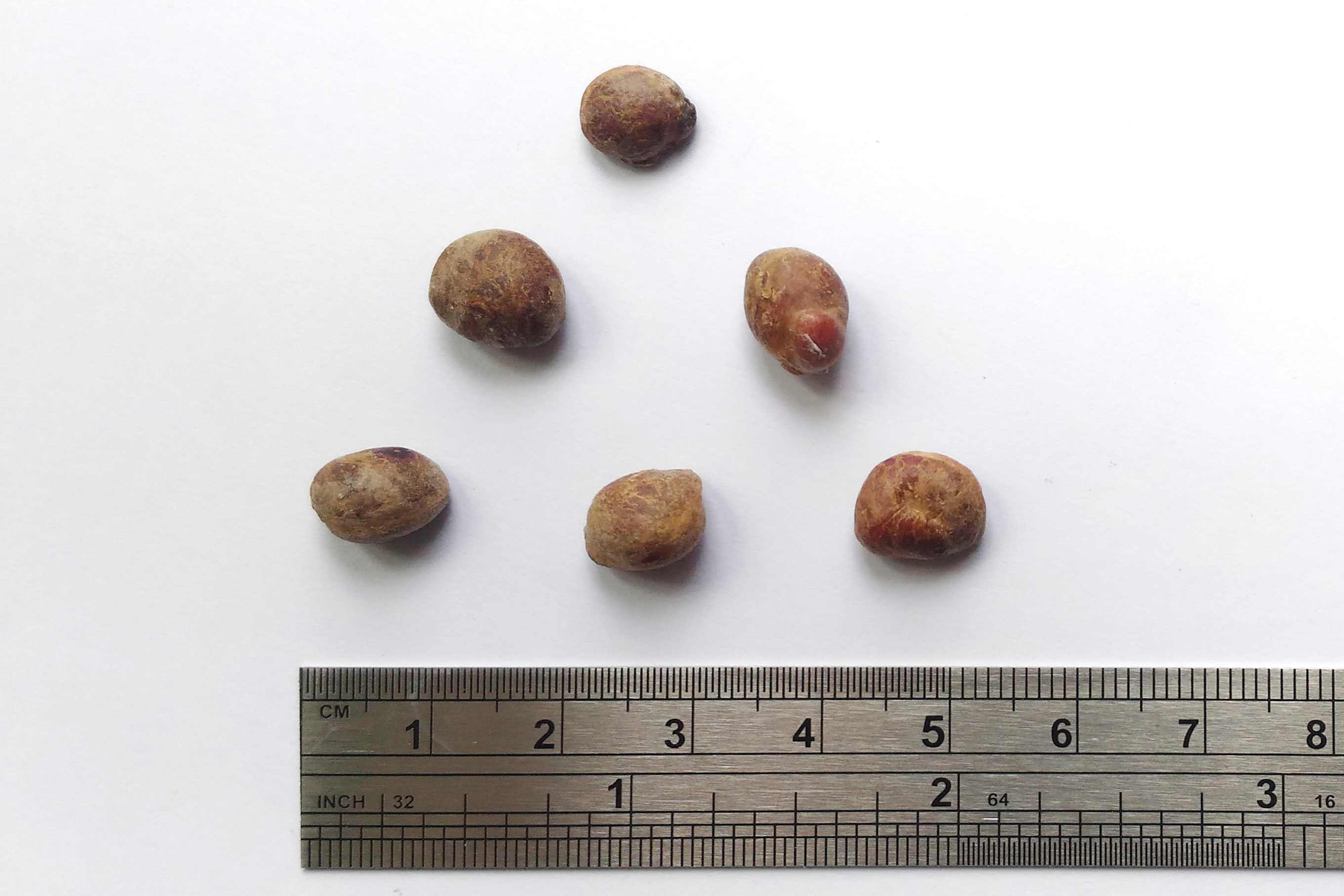
嘉寶果果實內的種子

## 外部連結
- 嘉寶果數位化標本 － 行政院農業委員會農業試驗所（繁體中文）